# 清水孝宏
清水 孝宏（しみず たかひろ、1978年5月15日 - ）は、日本のシンガーソングライター。

## 経歴
栃木県那須郡黒羽町（現在の大田原市黒羽地区）出身。黒羽町立川西小学校（現在の大田原市立川西小学校）から黒羽町立川西中学校（2010年に統合により閉校し、現在は大田原市立黒羽中学校）、栃木県立大田原高等学校に進み、作新学院大学を卒業。1998年から本格的に音楽活動を開始。棟方涼とサイコ（The Psychological Moment）を結成。サイコのメンバーとして、アルバム4枚、シングル4枚のリリース。2006年に「小樽ふれあい観光大使」に就任。
2009年9月1日よりソロのシンガーソングライターとして始動。2011年10月より出身地である大田原市の「大田原ふるさと大使」に任命される。（ふるさと大使はその他に【U字工事】【益子卓郎】、【森三中の大島美幸】、和食料理人【館野雄二】、【だいまじん】、【えりのあ】、方言作家【嶋均三】K-1選手【蓮實光】、元プロ野球選手【真中満】他が任命されている）
2013年5月15日に「清水孝宏音楽事務所」設立。2014年1月から、学校法人船田教育会作新学院大学客員准教授に就任。2014年4月から学校法人宇都宮メディア・アーツ専門学校、放送・映像・音響科の教官を務めている。2020年6月2日付けで栃木ブランドのお肉を応援する「とちぎのお肉応援大使」に任命された。現在シングルは廃盤を含む3枚、アルバム5枚をリリース。音楽活動においてはメインギターに【ColeClark】を使用している。

## レギュラー番組
- 栃木放送
  - 「9時までよろしいでしょうか？」毎週水曜日19:00 -20:59（半年毎に番組編成上の都合で時間が変わる。4月〜9月までは19:00 -20:59だが、10月〜3月までは20:00 -21:59。それにより山陽放送、アモーレマッタリーノでも話題となり取り上げられた経歴がある）
  - 「食わず嫌わず！」」毎週木曜日21:30 - 21:59

## 過去レギュラー番組
- FM NACK5 The nutty radio showおに魂内「清水孝宏のON YOUR MARK」毎週月曜日21時45分頃〜生放送（2011年4月〜12月）
- CRT栃木放送
  - Psycho Club毎週木曜22時半〜（2003年10月〜2009年9月）
  - 「GTOでぶっ飛ばせ！」毎週火曜22時30分〜（2011年5月〜2012年3月）
  - 「まるきん勝人塾」毎週金曜日12時10～
- FMドラマシティ「MARUの時間」電話中継毎週土曜17時〜（2004年4月〜2010年3月）
- FM栃木「清水孝宏 作用←→反作用」毎週火曜日20時30分～（2014年7月～2015年6月）
- とちぎテレビ「SatocameGT」毎週木曜日19:00 - 19:30
- FM栃木「Satocame GT」毎週金曜日19:00 - 19:55
- Podcast「大慶堂三姉妹の健康トライアングル」

## CD及びデジタル配信リリース
- 2010年3月5日 1stアルバム「絆」 発売
- 2010年9月3日 シングル「OMOI」発売
- 2010年2月4日 2ndアルバム「On Your Mark」発売
- 2013年6月7日 3rdアルバム「一輪の花のように」発売
- 2016年4月21日 4thアルバム「Double」発売
- 2019年12月24日 シングル「ひまわり-合唱-」発売
- 2020年6月11日 飯野歩1stシングル「ひまわり」発売
- 2020年12月15日 飯野歩2ndシングル「ありがとうの想いを伝えよう」デジタル配信リリース
- 2023年3月30日 水沢えりか1stシングル「一夜の空に」デジタル配信リリース
- 2023年4月30日5thアルバム「あいのうた」発売
- 2023年5月15日 5thアルバム「あいのうた」デジタル配信リリース
- 2024年2月7日 Ami 1stシングル「ハンバーグ記念日」デジタル配信リリース
- 2024年2月22日　ふぅにゃ&むむにゃテーマソング「ふぅむむとおさんぽ」デジタル配信リリース
- 2024年7月31日　飯野歩1stアルバム「First」リリース。同時にデジタル配信リリース

## 楽曲制作・プロデュース
- 石田洋介、いとうまゆと組んで大田原市イメージキャラクター与一くん公式テーマソングを作製
  - 第一弾「Hey! Say!Yoichiくん」 作詞・作曲：清水孝宏 振付：いとうまゆ
  - 第二弾「Oh! Tower-Land & Hey!Say!Yoichiくん」 作詞：清水孝宏 作曲：石田洋介 振付：いとうまゆ 編曲：清水孝宏
- 「Oh! Tower-Land & Hey!Say! Yoichiくん」BCYR-0043 Yotsuba Recordsよりリリース
- 2019年9月30日　アコースティックデュオ「サスケ」Album「AI」協同プロデュース
- 2020年6月11日発売の飯野歩1st Single「ひまわり」総合プロデュース
- 2020年12月15日発売の飯野歩2ndシングル「ありがとうの想いを伝えよう」総合プロデュース
- 2023年3月30日発売の水沢えりか1stシングル「一夜の空に」サウンドプロデュース
- 2024年2月7日発売のAmi 1stシングル「ハンバーグ記念日」作詞・作曲。協同編曲に溝呂木奏
- 2024年2月22日発売のご当地キャラクターふぅにゃ&むむにゃのテーマソング「ふぅむむとおさんぽ」サウンドプロデュース
- 2024年7月31日発売の飯野歩1stアルバム「First」楽曲提供及び総合プロデュース
- 2024年8月17日にお披露目となったご当地戦隊「オリオン戦隊LRT」のテーマソング、「シャドーキング」の楽曲を総合プロデュース及び楽曲制作、提供。